# La casa delle inquietudini

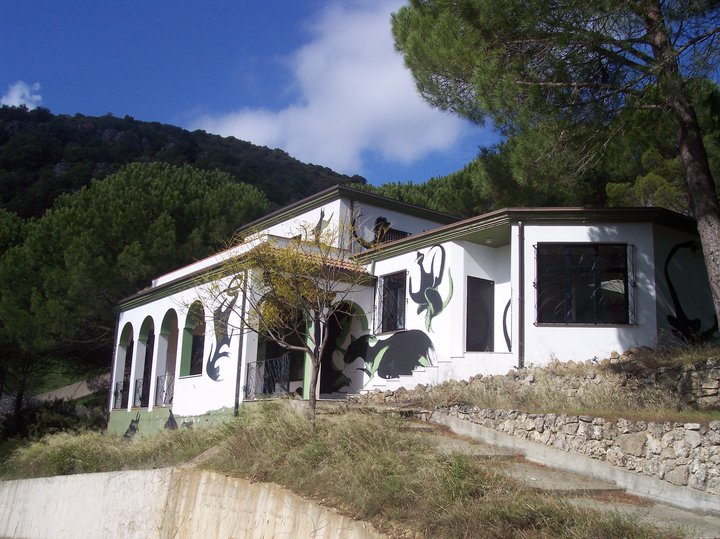
La casa delle inquietudini, opera di Maria Lai a Ulassai

La casa delle inquietudini è un'opera d'arte dell'artista Maria Lai. Si trova nel Museo all'aperto Maria Lai di Ulassai.
Si tratta di un intervento estetico sorto su di un edificio preesistente, quest'ultimo nato con lo scopo di ospitare un ristorante e un'attività turistica. L'edificio fu realizzato intorno al 1995 ma già intorno al 2002 cadde in disuso e abbandonato.
L'artista Maria Lai già dal 1993 realizzò un'altra opera affiancata al suddetto edificio La scarpata, e vedendo la struttura inutilizzata decise di realizzare un enorme Murale esterno che potesse far dialogare entrambe le opere.
A livello formale e tecnico, l'opera è un intervento pittorico dai cromatismi verdi, bianchi e neri, ricopre l'intera struttura, e nel suo costante divenire vengono rappresentati esseri mostruosi a forma di draghi e di varani i quali sono legati ad una particolare reinterpretazione di Maria lai del racconto: "Pastorello mattiniero con capretta", composto dallo scrittore Salvatore Cambosu, suo maestro e amico, nel suo libro più celebre "Miele amaro" del 1954.
Gli interventi artistici risalgono al 2004 e vengono realizzati contemporaneamente a quelli del Muro del groviglio, poco più distante dalla Casa delle inquietudini.
Dista 200 metri dalla Grotta di Su Marmuri e una cinquantina circa dalle Cascate di Lecorci.
Ora è sede centrale dell'Ente foreste della Sardegna nel paese di Ulassai.